# پارسونز (کانزاس)
پارسونز (به انگلیسی: Parsons) شهری در ایالت کانزاس کشور ایالات متحده آمریکا است که جمعیت آن در سرشماری سال ۲۰۱۰ میلادی، ۱۰٬۵۰۰ نفر بوده‌است.